# KesselsKramer
KesselsKramer is een reclamebureau dat werd opgericht door Erik Kessels en Johan Kramer in 1996. Het is gevestigd in Amsterdam met kantoren in Londen en Los Angeles en heeft ongeveer vijftig medewerkers in dienst.

## Campagnes
Reclamecampagnes van KesselsKramer waren onder meer "The Worst Hotel In The World" voor Hans Brinker Budget Hotel in Amsterdam, en "I Amsterdam" voor de stad Amsterdam. KesselsKramer heeft ook gewerkt voor merken zoals Nike, Levi's, Diageo, en heeft de merken citizenM, Ben en Bol.com ontwikkeld. Onder de huidige klanten zijn NEMO Science Museum, Van Lanschot en het International Documentary Film Festival Amsterdam.